# Euphranta hainanensis
Euphranta hainanensis är en tvåvingeart som först beskrevs av Zia 1955.  Euphranta hainanensis ingår i släktet Euphranta och familjen borrflugor. Inga underarter finns listade i Catalogue of Life.